# Alabes bathys
Alabes bathys är en fiskart som beskrevs av Lee Milo Hutchins 2006. Alabes bathys ingår i släktet Alabes och familjen dubbelsugarfiskar. Inga underarter finns listade i Catalogue of Life.